# Štefan Blaho
Štefan Blaho (22. června 1985 Trenčín – 29. srpna 2006 mezi Belou a Krasňany) byl slovenský hokejový útočník. Byl synovcem reprezentačního trenéra slovenského kanoisty Pavla Blaha.

## Hokejová kariéra
Byl odchovancem Dukly Trenčín. V roce 2003 si ho vybral klub NHL New York Islanders ve čtvrtém kole vstupního draftu jako 120. v pořadí. V sezónách 2003/04 až 2005/06 hrál v kanadské juniorské soutěži OHL (Sudbury Wolves), ačkoli se v poslední době zkoušel uplatnit v hlavním týmu Dukly, nepodařilo se mu to a odehrál jen dva zápasy za rezervu v Považské Bystrici, pak se vrátil do OHL (Sarnia Sting). Před následujícím ročníkem ho zkoušel tehdejší extraligový mistr MsHK Žilina.

## Klubové statistiky
| Sezona  | Klub              | Soutěž | Základní část | Základní část | Základní část | Základní část | Základní část | Základní část | Play off | Play off | Play off | Play off | Play off | Play off |
| Sezona  | Klub              | Soutěž | Z             | G             | A             | B             | TM            | + / -         | Z        | G        | A        | B        | TM       | + / -    |
| ------- | ----------------- | ------ | ------------- | ------------- | ------------- | ------------- | ------------- | ------------- | -------- | -------- | -------- | -------- | -------- | -------- |
| 2003/04 | Sudbury Wolves    | OHL    | 51            | 8             | 8             | 16            | 58            | -12           |          |          |          |          |          |          |
| 2004/05 | Sudbury Wolves    | OHL    | 64            | 7             | 15            | 22            | 64            | +12           | 12       | 1        | 4        | 5        | 16       | 0        |
| 2005/06 | Považská Bystrica | 1. SHL | 2             | 2             | 0             | 2             | 2             | 0             |          |          |          |          |          |          |
| 2005/06 | Sudbury Wolves    | OHL    | 20            | 1             | 1             | 2             | 41            | -10           |          |          |          |          |          |          |
| 2006/07 | Sarnia Sting      | OHL    | 27            | 0             | 3             | 3             | 35            | -11           |          |          |          |          |          |          |

### Reprezentační statistiky
| Rok        |   |   |   |   |    |
| Rok        | Z | G | A | B | TM |
| ---------- | - | - | - | - | -- |
| MS 18 2003 | 7 | 1 | 2 | 3 | 8  |
| MS 20 2004 | 6 | 0 | 0 | 0 | 10 |

## Úmrtí
Štefan Blaho 29. srpna 2006 zahynul při dopravní nehodě, kterou mezi Belou a Krasňany v okrese Žilina způsobil pod vlivem alkoholu hokejista Marcel Hanzal. Přejel do protisměru a následně mimo silnici, kde se jeho Mitsubishi Pajero převrátilo na střechu. Blaho nebyl připoután. Policie Hanzalovi naměřila v krvi 0,71 mg (1,5 promile) alkoholu, byl odsouzen na čtyři roky.